# Johann Bernhard Basedow
Johann Bernhard Basedow (11. září 1724 Hamburk – 25. července 1790 Magdeburg) byl německý pedagog, reformátor vzdělávání.
V Desavě založil v roce 1774 internátní školu Philanthropinum, v níž do roku 1778 praktikoval svůj systém zaměřený na pracovní, tělesnou, mravní i intelektuální výchovu.
Významně se zasadil zvláště o rozšíření tělesné výchovy. Zavedl tzv. desavský pětiboj, skládající se z běhu, skoků, šplhu, nošení břemen a cvičení rovnováhy. Doporučoval také tanec, zápas, jízdu na koni nebo plavání.
Je považován skauty za prvního evropského táborníka, protože se svými chlapci tábořil dva měsíce ve volné přírodě.